# Robert Spencer (1er vicomte Teviot)
Pour les articles homonymes, voir Robert Spencer (homonymie) et Spencer.
Robert Spencer, 1er vicomte Teviot (baptisé le 2 février 1629 - 20 mai 1694), nommé l'honorable Robert Spencer jusqu'en 1685, est un homme politique anglais de la famille Spencer qui siège à la Chambre des communes de 1660 à 1679 .

## Biographie
Il est né à Althorp, fils cadet de William Spencer (2e baron Spencer), et de son épouse Lady Penelope Wriothesley, fille de Henry Wriothesley. Henry Spencer (1er comte de Sunderland) est son frère aîné . Il étudie à Christ Church, Oxford et est admis au King's College de Cambridge en 1646. Il étudie également à l'université de Padoue en 1648 lors d'un voyage en France et en Italie, retournant en Angleterre en 1651 . Il est fait docteur en droit civil (DCL) à Oxford en 1669.
En 1660, il est élu député de Great Bedwyn au Parlement de la Convention. En 1661, il est élu député de Brackley au Parlement cavalier et siège jusqu'en 1679 .
Il occupe un certain nombre de fonctions officielles : commissaire à l'évaluation des impôts dans le Northamptonshire (1661-1674) et le Middlesex (1664-1669); commissaire aux appels d'accise (1663-1689), copropriétaire des droits sur le sucre de la Barbade (1670-1677) et commissaire du sceau privé (1685-1887) .
Il est créé vicomte Teviot dans la pairie d'Écosse le 10 octobre 1685.
Il épouse Jane Spencer, fille de Sir Thomas Spencer, 3e baronnet de Yarnton, Oxfordshire . Il meurt sans enfant, âgé de 65 ans, en mai 1694, s'étant suicidé en se coupant la gorge "malade de fièvre et d'étourdissements" .